# Silent Youth
Silent Youth ist der deutsche Erstlingsfilm des Regisseurs Diemo Kemmesies aus dem Jahr 2012.

## Handlung
Marlo, zu Besuch bei einer Freundin in Berlin, trifft beim ersten abendlichen „Luftschnappen“ auf Kirill. Gemeinsam durchstreifen die beiden jungen Männer die nächtliche Stadt bis zum Morgen und verabreden sich anschließend mehrmals.
Nach einem weiteren Ausflug durch die Stadt nimmt Kirill Marlo mit in seine Zweck-Wohngemeinschaft in einem Plattenbau. Vorsichtig und zärtlich nähern sie sich einander auch körperlich an. Allerdings zeigt Kirill teilweise ein irritierendes, manchmal verstörendes Verhalten. Das Ende lässt offen, ob die beiden diese Kluft überwinden können.

## Hintergrund
Silent Youth ist die Abschlussarbeit von Kemmesies für die Deutsche Film- und Fernsehakademie Berlin. Die klassische Coming-out-Geschichte spielt in Berlin. Gedreht wurde der Film bereits in der Zeit vom 4. September bis zum 17. September 2010.
Die Uraufführung des Films fand am 15. Mai 2012 beim Filmfestival Cine Jove in Valencia statt, die Deutschlandpremiere während der Hofer Filmtage 2012. Der Kinostart war am 17. Oktober 2013 in drei Berliner Kinos gleichzeitig. Seit 28. Oktober 2013 ist die DVD dazu erhältlich. Die Aufführungsrechte und der Vertrieb liegen beim Filmverleih Edition Salzgeber. Seit 30. Juli 2020 ist er im Salzgeber Club als Video-on-Demand zu sehen.

## Rezeption
Unter der Überschrift „Bilder, die sprechen, wenn man sie lässt“ beschreibt die Salzgeber-Filmzeitschrift Sissy in ihrer September–November-Ausgabe 2013, S. 30–31, den Film Silent Youth als „sehr einfühlsam und außerordentlich stilsicher“.